# Distretto di Ljubešiv
Il distretto di Ljubečiv (Ucraino: Любешівський район) era un distretto dell'Ucraina, situato nell'oblast' di Volinia. Il suo capoluogo era Ljubečiv. È stato soppresso in seguito alla riforma amministrativa del 2020.